# Danilo Michelini
Danilo Michelini (Lucca, 5 marzo 1917 – Lucca, 8 dicembre 1983) è stato un calciatore italiano, di ruolo centravanti.

## Carriera
Cresciuto nelle giovanili della squadra della sua città, la Lucchese Libertas, si affaccia in prima squadra a partire dal 1934. Nel campionato 1935-1936 vinto dai toscani, in particolare, ottiene una sola presenza in Serie B, ma mette a segno una doppietta. Nella stagione 1936-1937 si impone come centravanti titolare in Serie A, andando subito a rete all'esordio (pareggio interno contro la Fiorentina) e realizzando complessivamente 13 reti che contribuiscono al settimo posto finale dei rossoneri.
Nell'estate 1937 viene acquistato dalla Roma, a cui aveva realizzato una tripletta nel campionato precedente. Anche nella capitale Michelini, pur con un rendimento discontinuo si mantiene ad alto livello, realizzando 16 reti nel campionato 1937-1938 (classificandosi terzo nella classifica cannonieri alle spalle di Giuseppe Meazza e Guglielmo Trevisan) e 13 nell'annata successiva (quarto fra i cannonieri dietro Aldo Boffi, Ettore Puricelli e Alfredo Lazzaretti), andando fra l'altro a segno in due derby.
Impostosi all'attenzione nazionale, nel 1939 viene acquistato dal Torino, dove dopo una prima annata con 10 reti e il sesto posto in campionato, nell'annata 1940-1941 perde il posto da titolare scendendo in campo in 11 occasioni. Nell'estate 1941 viene quindi ceduto al Livorno, senza riuscire a riproporsi in fase realizzativa ai livelli di Lucca e Roma (6 reti su 29 incontri disputati), mentre nella stagione 1942-1943, con la maglia della Fiorentina, le reti realizzate salgono a 9.
Dopo l'interruzione bellica, nella quale disputa il Campionato Alta Italia 1944 con la maglia del Genova 1893, Michelini torna a Lucca, in Serie B, dove nella stagione 1946-1947 conquista il ritorno in massima serie. Dopo altre due stagioni in A con i rossoneri, la prima da titolare e la seconda da rincalzo, scende di categoria militando in Serie B nel Prato (11 reti nella stagione 1949-1950, che tuttavia non evitano la retrocessione in Serie C). Chiude la carriera nel Brindisi col doppio ruolo di allenatore-giocatore.
In carriera ha totalizzato complessivamente 208 presenze e 77 reti in Serie A. Mai schierato nella Nazionale maggiore, disputò un incontro nel 1937 a Bergamo con la Nazionale B contro l'omologa selezione Svizzera, realizzando una doppietta.
Cessata l'attività agonistica, intraprende quella di allenatore nelle serie minori: nel 1959 alla guida del Cascina si aggiudica il Campionato Nazionale Dilettanti.

## Palmarès

### Giocatore

#### Competizioni nazionali
- Serie B: 1

Lucchese: 1935-1936